# Trachelipus simplex
Trachelipus simplex is een pissebed uit de familie Trachelipodidae. De wetenschappelijke naam van de soort is voor het eerst geldig gepubliceerd in 1980 door Albert Vandel.